# Grupo Medusa
Grupo Medusa  foi uma banda de música instrumental brasileira que atuou no início da década de 1980 e cujo repertório se baseava na fusão entre o Jazz e a música brasileira.
Ganhou notoriedade por reunir alguns dos melhores músicos do cenário instrumental brasileiro, como Heraldo do Monte, Olmir Stocker e Amilson Godoy.

## Histórico
O grupo foi formado no início dos anos 1980 por Amilson Godoy (piano), Heraldo do Monte (guitarra, bandolim e violão), Cláudio Bertrami (baixo) e Chico Medori (bateria e percussão). Foi com essa formação que o conjunto gravou o primeiro álbum homônimo ao nome da banda. A gravação do disco contou com as participações de Theo da Cuíca e Jorginho Cebion na percussão.
Após o lançamento do disco, realizaram diversas apresentações pelo Brasil tocando também no 3º Festival de Jazz em Paris, em 1982.
Em sua segunda formação, foram integrados à banda Theo da Cuíca (percussão) e Olmir Stocker, que substituiu Heraldo do Monte. Foi com eles que o grupo gravou o segundo álbum, Ferrovias, em 1983.
Este disco contou com a participação especial de Dominguinhos no acordeon.

## Discografia
- 1981 - Grupo Medusa
- 1983 - Ferrovias